# Jacobus Duivenvoorde
Jacobus Duivenvoorde MSC, auch Jaap Duivenvoorde, (* 15. November 1928 in Heemskerk; † 16. November 2011 in Tilburg) war ein niederländischer Ordensgeistlicher und römisch-katholischer Erzbischof von Merauke.

## Leben
Jacobus Duivenvoorde trat am 21. September 1949 der Ordensgemeinschaft der Herz-Jesu-Missionare bei und empfing am 5. September 1954 in Stein die Priesterweihe. Zwei Jahre später wurde er Missionar in Niederländisch-Neuguinea. Er war Leiter des Kleinen Seminars und Sekretär von Bischof Herman Tillemans MSC, dem Apostolischen Vikar von Merauke. Er begleitete den Aufbau des Erzbistums von Merauke und folgte auf Erzbischof Herman Tillemans MSC im Amt.
Papst Paul VI. ernannte ihn am 26. Juni 1972 zum Erzbischof von Merauke in Indonesien. Der emeritierte Erzbischof von Merauke, Herman Tillemans MSC, spendete ihm am 1. Oktober 1972 die Bischofsweihe; Mitkonsekratoren waren Herman Ferdinandus Maria Münninghoff OFM, Bischof von Djajapura, und Petrus Malachias van Diepen OESA, Bischof von Manokwari. 
Er war Mitglied der indonesischen Bischofskonferenz. 2000 engagierte er sich zusammen mit Leo Laba Ladjar OFM, Bischof von  Jayapura, bei dem indonesischen Präsidenten, Abdurrahman Wahid, für einen Einsatz für Frieden und Gerechtigkeit für die Bevölkerung aufgrund des Papua-Konflikts (Organisasi Papua Merdeka). 2003 war er Unterzeichner einer Dringlichkeitserklärung der indonesischen Bischöfe an Kofi Annan, Generalsekretär der Vereinten Nationen, aus Anlass des Irakkriegs 2003.
Am 30. April 2004 nahm Papst Johannes Paul II. sein altersbedingtes Rücktrittsgesuch an; er lebte in Tilburg, Niederlande, und starb an den Folgen von Lungenkrebs.
Jacobus Duivenvoorde war Ritter des Ordens vom Niederländischen Löwen.